# Jeanne, papesse du diable
Pour plus de détails, voir Fiche technique et Distribution.
Jeanne, papesse du diable (Pope Joan) est un film britannique réalisé par Michael Anderson en 1972, et consacré à l'imaginaire papesse Jeanne.

## Synopsis
Nous sommes dans l’Empire franc au IXe siècle, Jeanne voyage de pays en pays avec sa mère et son père, un prédicateur itinérant anglais qui prêche toujours là où l’occasion se présente. Jeanne, à qui son père a appris très tôt à lire et à écrire est capable de lire dans les textes bibliques et aide son père dans les sermons. Quand elle lit des textes de la Bible, ceux qui l’écoutent sont stupéfaits, n’arrivant pas à croire qu’une fille si jeune en soit capable.
Les années passent. C’est la mère qui meurt la première, puis le père, si bien que Jeanne, devenue entretemps une jeune femme, se retrouve maintenant toute seule. Trois moines, qui ont voyagé avec elle et son père en prêchant eux aussi, profitent de la situation et ils la violent. Traumatisée, Jeanne entre dans un monastère et devient religieuse. C’est là qu’elle fait connaissance avec le moine Adrien, qui peint des représentations de saints, ce qui est dans son esprit sa véritable vocation. Commence pour lui une histoire d’amour avec Jeanne parce que, comme bien d’autres prêtres de l’époque, il ne respecte pas la loi du célibat. 
Un jour, voici qu’arrive au monastère une grande nouvelle : l’empereur Louis est mort et ses fils Lothaire et Charles se disputent le trône. Lothaire a gagné les Saxons à sa cause en autorisant le culte de Wotan. C’est pourquoi des hordes saxonnes attaquent le monastère, et y mettent le feu après avoir assassiné les religieuses. Mais Adrien et Jeanne peuvent de justesse s’échapper de cet enfer. Pour faciliter leur fuite, Jeanne se coupe les cheveux et se fait passer pour un moine en prenant le nom de Jean. Adrien et le frère Jean rencontrent l’armée de Lothaire et de son fils aîné Louis. Lors d’une bataille qui vient d’avoir lieu nombre de guerriers ont été gravement blessés et vont mourir. On demande au frère Jean de les entendre en confession mais il refuse du fait qu’il n’est pas ordonné. On le conduit donc devant un évêque qui lui confère sur le champ l’ordination. Le lendemain on lève le camp. Frère Adrian et le jeune frère Jean profitent du tumulte pour quitter l’armée de Lothaire. Ils se dirigent vers le sud, d’abord à Athènes, dans un monastère où on leur donne la possibilité d’étudier et de prier. Là ils apprennent que le prince Lothaire est tombé pendant une bataille à Linz et que maintenant c’est son fils Louis qui affronte Charles pour être élu empereur. 
Pendant ce temps, Jeanne, devenue maintenant père Jean, commence à prêcher. Son chemin la conduit avec Adrien à Rome où elle continue à prêcher. Elle attire l’attention du Vatican et se voit convoquée devant le pape Léon, alors malade. Très impressionné le souverain pontife la nomme cardinal et fait d’elle son secrétaire privé. C’est avec stupéfaction et doute qu’elle accepte le poste, poussée par l’espoir de pouvoir changer quelque chose dans le monde. Dans ses fonctions de secrétaire privé, elle parvient en négociant habilement et en rusant à nouer une alliance entre Louis et Charles contre les Sarrasins ; ainsi l’empire ne risquera-t-il plus d’être détruit dans une querelle entre frères. 
Mais voici que peu après le pape meurt, non sans avoir souhaité sur son lit de mort que ce fût Jean qui lui succédât. Respectant ses dernières volontés les cardinaux élisent Jean et le couronnent sans tarder. Quelque temps plus tard, Louis arrive aux portes de Rome et ne souhaite nullement reconnaître cette élection. Après l’avoir menacé le nouveau Pape parvient à le faire changer d'avis et il le couronne empereur du Saint-Empire. Mais voilà que Louis se rend compte que ce prétendu Jean est en réalité une femme qu'il a rencontrée autrefois dans un monastère. Il lui donne un baiser auquel Jeanne répond avec passion car à l’époque elle était tombée amoureuse du jeune Louis. Bientôt cependant le pape se sent mal et, lors d'une procession à Rome pour célébrer la victoire de Louis et Charles contre les Sarrasins, il s'effondre en poussant des cris de douleur.
À ce moment Jeanne se rend compte qu’elle va accoucher, mais il est trop tard et elle meurt en donnant le jour à un enfant. La foule qui assistait à la procession met en pièces la papesse.

## Fiche technique
- Titre français : Jeanne, papesse du diable
- Titre français alternatif : La Papesse Jeanne
- Titre original : Pope Joan
- Réalisateur : Michael Anderson
- Scénario : John Briley, d'après la légende de la papesse Jeanne
- Musique : Maurice Jarre
- Directeur de la photographie : Billy Williams
- Directeur artistique : Norman Dorme
- Décors : Elliot Scott et (non crédité) Aureliu Ionescu
- Costumes : Elizabeth Haffenden, Joan Bridge, Hortensia Georgescu (non crédité), Jackie Cummins
- Montage : Bill Lenny
- Producteur : Kurt Unger, pour Big City / Command Production Establishment / Triple Eight Corporation / Roadshow Productions
- Distributeur aux États-Unis : Columbia Pictures
- Pays de production :  Royaume-Uni
- Genre : Légende dramatique
- Durée : 132 min
- Format : Couleur (Eastmancolor) - 35 mm - 2,35:1 - Son : Mono
- Dates de sortie :
  - Royaume-Uni : 1972
  - États-Unis : 16 août 1972
  - France : 8 août 1974
- Affiche : Macario Gómez Quibus (Espagne)

## Distribution
- Liv Ullmann : Jeanne
- Jeremy Kemp : Le père de Jeanne
- Natasa Nicolescu : La mère de Jeanne
- Sharon Winter : Jeanne enfant
- Margareta Pogonat : Une femme du village
- Richard Bebb : Le seigneur du manoir
- Peter Arne : Richard
- Patrick Magee : Le vieux moine
- George Innes : Le second moine
- Nigel Havers : Le jeune moine
- Lesley-Anne Down : Cecilia
- Susan Macready : Sœur Nunciata
- Sheelah Wilcocks : Sœur Louise
- Olivia de Havilland : La mère supérieure
- André Morell : L'empereur Louis
- Martin Benson : Lothaire
- Lorain Bertorelli : Une nonne
- Mary Healey : Une nonne
- Franco Nero : Louis
- Kurt Christian : Le prince Charles
- Maximilian Schell : Adrien
- Philip Ross : Un paysan
- Duncan Lamont : Le premier soldat blessé
- Manning Wilson : L'évêque
- Ion Grapini : Le second soldat blessé
- Katherine Schofield : Alma
- Carl Bernard : L'ancien moine
- John Abineri : L'officiant à l'église
- Trevor Howard : Le pape Léon IV
- John Shrapnel : Le père James
- Richard Pearson : Le père Timothy
- Terrence Hardiman : Le cardinal Anastase
- John Byron : Le cardinal Jérôme
- Derek Farr : Le comte Brisini
- Neil Kennedy : L'émissaire de Louis
- Keir Dullea : Le docteur Stevens
- Robert Beatty : Le docteur Corwin

## Commentaires
Quatre ans après Les Souliers de saint Pierre (The Shoes of the Fisherman, 1968), le réalisateur Michael Anderson aborde à nouveau le thème de la papauté catholique, avec cette adaptation inspirée de la légende de la papesse Jeanne. On peut aussi y voir une réflexion sur la condition de la femme au IXe siècle.
Ce film a fait l'objet d'un remake réalisé par Sönke Wortmann, dont le titre original est Die Päpstin (titre anglais : Pope Joan), avec Johanna Wokalek (Jeanne), John Goodman (le pape Serge II), David Wenham — film germano-anglo-italo-espagnol, sorti en 2009 —.